# Jugoslaviska mästerskapet i fotboll 1927
Jugoslaviska mästerskapet i fotboll 1927 innebar att seriespel tillämpades, och Hajduk Split vann titeln. Nykomlingen BSK Beograd övertog Jugoslavija Beograd som Serbiens ledande klubb, då hälften av spelarna i Jugoslavija byttek lubbtill BSK. Hajduk och andraplacerade BSK fick spela Mitropacupen.

## Kvalificering
- Belgrad: BSK Belgrad (direktkvalificerade) och SK Jugoslavija
- Zagreb: HAŠK (direktkvalificerade) och Građanski Zagreb
- Ljubljana: Ilirija
- Osijek: Hajduk Osijek
- Sarajevo: SAŠK
- Split: Hajduk Split
- Subotica: SAND Subotica

Kvalmatcher:
- Ljubljana, 26 maj: Ilirija – Građanski 5:0
- Sarajevo, 29 maj: SAŠK – Jugoslavija 2:1
- Osijek, 29 maj: Hajduk Osijek – SAND 2:2

## Serietabell

### Mästarna
Hajduk Split (tränare: Luka Kaliterna)

Otmar Gazzari
Renzo Gazzari
Ivan Montana
Miroslav Dešković
Mihovil Borovčić Kurir
Veljko Poduje
Šime Poduje
Leo Lemešić
Mirko Bonačić
Antun Bonačić
Vinko Radić
Petar Borovčić Kurir